# Softlanding Linux System

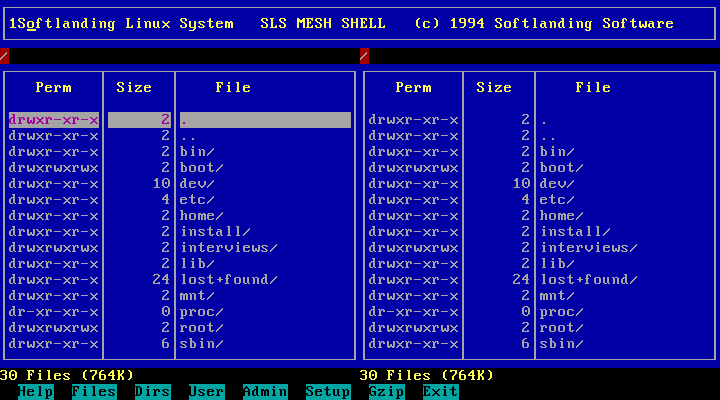
Softlanding Linux System

Softlanding Linux System (SLS) був одним із перших дистрибутивів Linux. Перший реліз був випущений Пітером Макдональдом у серпні 1992 року. Їхнім гаслом на той час було «М’яке приземлення для виходу з DOS» (англ. "Gentle Touchdowns for DOS Bailouts").
SLS був першим проектом, який пропонував комплексний дистрибутив Linux, що містив ядро Linux, GNU та інші базові утиліти, включаючи реалізацію системи X Window.

## Історія
SLS був найпопулярнішим дистрибутивом Linux на той час, але користувачі вважали його досить глючним. Невдовзі його замінили, серед інших, Slackware (який починався Патріком Волкердінґом як виправдення SLS) і Yggdrasil_Linux/GNU/X.
Подібним чином розчарування в SLS спонукало Іана Мердока створити проект Debian.

## Виноски
1. 1 2  Berlich, Ruediger (April 2001). ALL YOU NEED TO KNOW ABOUT... The early history of Linux, Part 2, Re: distribution (PDF). LinuxUser. Архів оригіналу (PDF) за 28 липня 2012. Процитовано 16 квітня 2013. This was followed shortly after by the Softlanding Linux System (SLS), founded by Peter McDonald, which was the first comprehensive distribution to contain elements such as X and TCP/IP,...
2. ↑  GNU/Linux Distribution Timeline, version 11.4 [Архівовано 2018-12-04 у Wayback Machine.] by A. Lundqvist, D. Rodic
3. ↑  Peter MacDonald (12 серпня 1992). SLS: Free Linux Distribution. Група новин: comp.os.linux. Usenet: 1992Aug12.232203.20860@athena.mit.edu. Архів оригіналу за 15 грудня 2021. Процитовано 15 грудня 2021.
4. ↑  Murdock, Ian A. (16 серпня 1993). NNTP Subject: New release under development; suggestions requested. Процитовано 17 серпня 2007.